# L'Attaque de la caravane
Pour plus de détails, voir Fiche technique et Distribution.

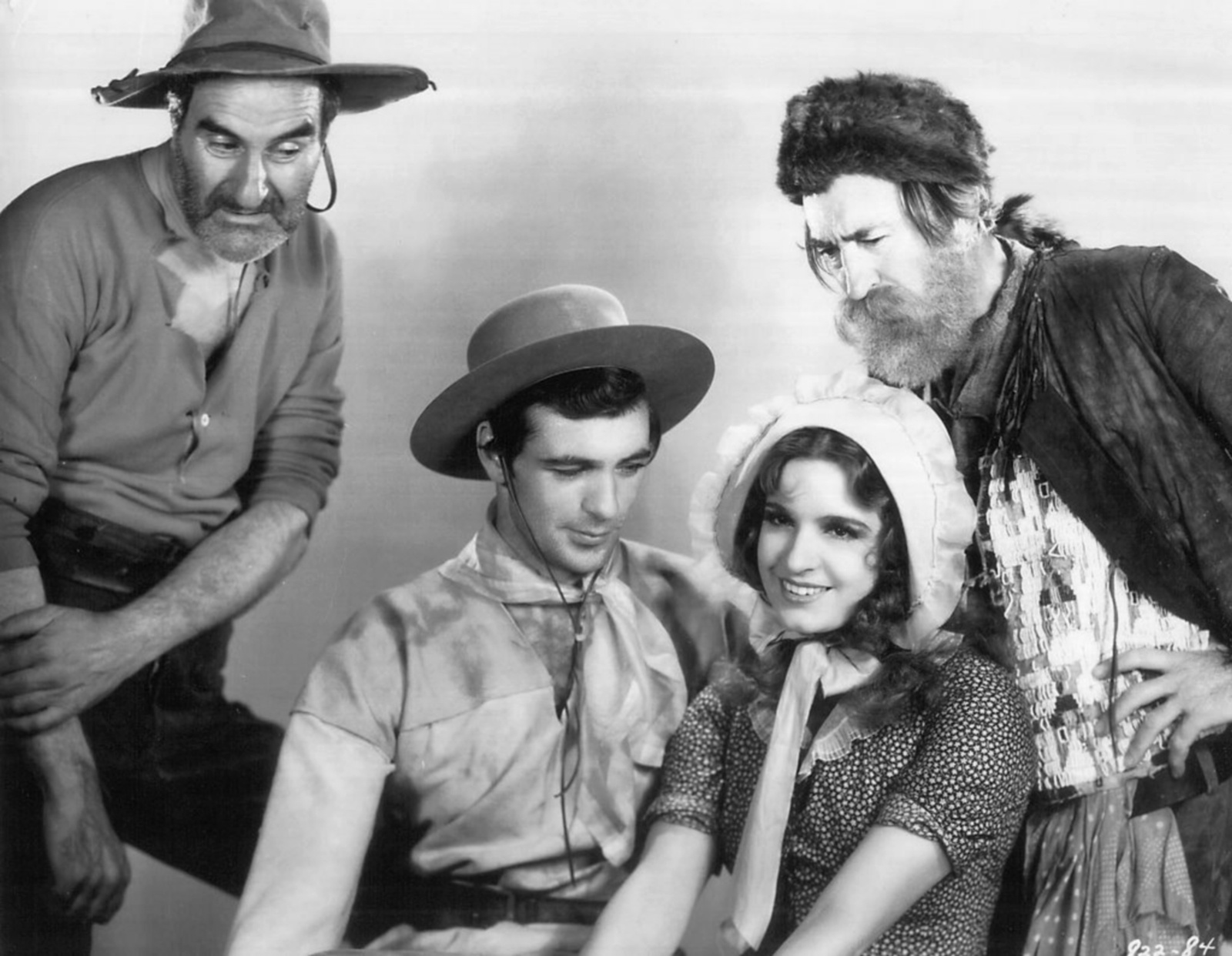
De gauche à droite : Ernest Torrence, Gary Cooper, Lily Damita et Tully Marshall (photo promotionnelle)

L'Attaque de la caravane (titre original : Fighting Caravans, titre original alternatif : Blazing arrows, titres français alternatifs : L'Attaque de la caravane / Le Convoi héroïque,
titre belge : La Grande Caravane) est un western américain réalisé par Otto Brower et David Burton, sorti en 1931.

## Synopsis

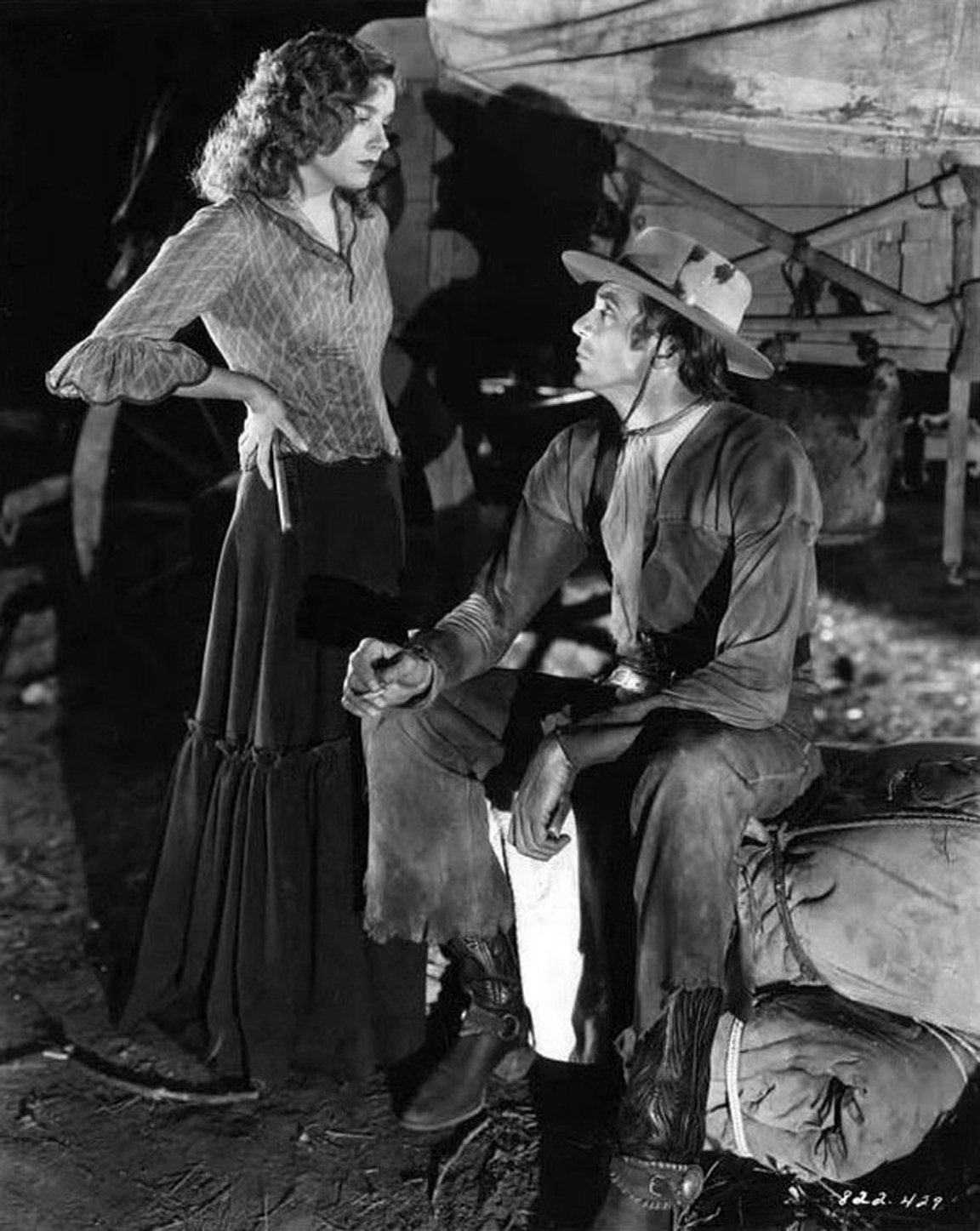
Lily Damita et Gary Cooper.

Clint Belmet, aidé par ses amis Bill Jackson et Jim Bridger, est le guide d'un convoi de chariots se dirigeant vers l'ouest californien. Il fait la connaissance, parmi les pionniers, de la jeune Felice. Pendant qu'une idylle se noue entre eux, le convoi doit affronter des attaques d'indiens.

## Fiche technique
- Titre : L'Attaque de la caravane
- Titre original : Fighting Caravans
- Réalisateurs : Otto Brower et David Burton
- Scénario : Edward E. Paramore Jr., Keene Thompson et Agnes Brand Leahy, d'après le roman Wagon Wheels de Zane Grey
- Musique : contributeurs divers non crédités, dont Max Bergunker et Karl Hajos
- Directeurs de la photographie : Lee Garmes et Henry Gerrard
- Directeur artistique : Robert Odell (non crédité)
- Montage : William Shea
- Société de production : Paramount Pictures
- Langue : anglais
- Lieu de tournage : Sonoma (Californie)
- Genre : Western
- Format : Noir et blanc
- Durée : 92 minutes
- Date de sortie : États-Unis : 1er février 1931

## Distribution
(dans l'ordre et selon l'orthographe du générique de début)
- Gary Cooper : Clint Belmet
- Lily Damita : Felice
- Ernest Torrence : Bill Jackson
- Tully Marshall : Jim Bridger
- Fred Kohler : Lee Murdock
- Eugene Pallette : Seth Higgins
- Roy Stewart : Couch
- May Boley : Jane
- Eve Southern : Faith
- Frank Campeau : Jeff Moffitt
- Charles Winninger : Le marshal Marsh
- Frank Hagney : Le renégat

Et, parmi les acteurs non crédités :
- Oscar Apfel : petit rôle non spécifié
- Irving Bacon : Barfly
- Iron Eyes Cody : Un indien buvant « l'eau-de-feu »
- Chef John Big Tree : Le chef indien (générique de début)
- Jane Darwell : Une pionnière
- James A. Marcus : Le forgeron
- E. Alyn Warren : Barlow
- James Durkin